# Juga

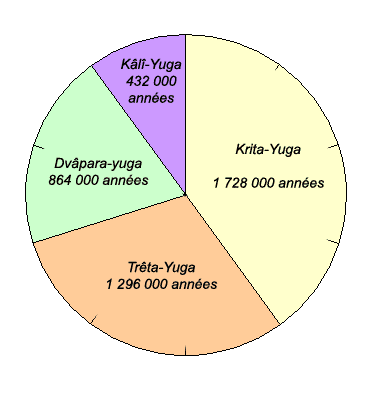
Liczby oznaczają długość każdej jugi wyrażoną w latach

Juga (dewanagari युग, ang. Yuga) – w hinduizmie jedna z czterech epok istnienia materialnego świata.
Cztery kolejne jugi to:
- satjajuga trwająca 1 728 000 lat
- tretajuga trwająca 1 296 000 lat
- dwaparajuga trwająca 864 000 lat
- kalijuga trwająca 432 000 lat.

Cykl tych czterech jug nazwany jest także milenium. Kończące cykl okresy przejściowe trwają kilkaset lat i są zwane juga-sandhjami.
Według wisznuizmu dla każdej z jug pojawia się określona awatara (inkarnacja Wisznu). W satjajudze ma ona kolor biały, w tretajudze – czerwony, w dwaparajudze – czarny, a w kalijudze – złoty.